# Parcela (Pstroszyce Pierwsze)
Parcela – część wsi Pstroszyce Pierwsze w Polsce położona w województwie małopolskim, w powiecie miechowskim, w gminie Miechów.
W latach 1975–1998Parcela należała administracyjnie do województwa kieleckiego, sąsiadując z województwem krakowskim.